# 威廉·伯恩
威廉·伯恩（英語：William Byrne，？—），新西兰男子拳击运动员。他曾代表新西兰参加1974年英联邦运动会拳击比赛，获得男子81公斤以下级银牌。